# Емел Емин
Емел Емин (на кримскотатарски: Emel Emin) е родена в Румъния кримска татарка поетеса, преводачка, тюрколожка и учителка.

Тя пише книгите си на турски език. Макар че повечето от поезията ѝ да е в свободни стихове, понякога използва силабическо стихосложение и е почитателка на арабското тип стихосложение Аруд. Освен това публикува и традиционни форми на поезия като газал и рубаят. Член е на Съюза на румънските писатели и на Турската лингвистична асоциация в Турция.

## Биография
Емел е родена на 12 декември 1938 г. в тогавашния Базарджик, Кралство Румъния, днес Добрич в България. Първите си години прекарва в Румъния, а след предаването на Южна Добруджа на България през 1940 г. заживява в Блгария. Завършва педагогическа гимназия в София, а през 1960 г. завършва филология в Софийския университет, специализирайки ориенталски изследвания. Работи като учителка по турски език в Добрич и Белоградец, област Варна.
През 1967 г. се омъжва за Атила в Румъния и се премества да живее в Констанца. Тя е една от първите учителки по турски език в Румъния. От 1972 г. преподава в педагогическата гимназия в Констанца. От 1991 г. е лектор по турска литература във Факултета по писма и в колежа за учители на Университета Овидиус в Констанца.
Публикува във вестници и списания катоRenkler (Букурещ), Türk Dili (Анкара), Turnalar (Измир), IIS (Призрен), Kado (Яш), Karadeniz (Констанца), Hakses (Констанца), Emel (Констанца).
Колекция от нейните стихове е публикувана в Румъния и Турция и включва Umut, Arzu, Hanımeli, Divan esintisi